# Андауський міст
Андауський міст (угор. Andaui-híd, нім. Brücke von Andau) — семиметровий дерев'яний міст через канал Айнзер на кордоні Угорщини та Австрії поблизу селища Андау. Здобув відомість як шлях до порятунку тисяч угорців під час Угорської революції 1956 року. Наразі є угорським символом свободи та всесвітньо відомим меморіалом.
Дав назву твору Джеймса Міченера «Міст в Андо» (1957).

## Розташування
Міст розташований у 10 кілометрах від селища Андау в Австрії. Має географічні координати 47°42′30″ північної широти та 17°04′08″ східної довготи.

## Історія
Айнзер-канал був створений 1910 року. Міст перебував у робочому стані у міжвоєнний період та після Другої світової війни. Використовувався переважно місцевими фермерами, які мали землі з обох боків кордону.
У 1944—1945 роках через міст переправлялися німецькі солдати на зворотньому шляху до Німеччини.
Після виведення радянських військ з території Австрії у 1955 році жителі Угорської Народної Республіки, незадоволені прокомуністичним режимом, почали залишати країну. З літа 1956 року їхня кількість зросла, а після подій 23 жовтня до Австрії сунув багатотисячний потік біженців. Одним із основних місць переходу кордону став Андауський міст. Для автомобілів та мотоциклів він був надто легким, тож більшість переходила його пішки.
У другій половині дня 21 листопада 1956 року міст був підірваний радянськими військами. Кордон став суворо охоронятися угорськими та радянськими прикордонниками. Проте люди все одно продовжували переправлятися в цьому місці, користуючись вцілілими частинами споруди.
Загалом у ту пору через Андауський міст до Австрії перейшли 70 000—80 000 угорців. Всього країну залишили близько 200 000 чоловік.

## Сьогодення
Створений у 1992 році клуб «Gesellschaft für internationale Verständigung – die Brücke von Andau» виступив за відновлення мосту як символу свободи. Будівництво велося спільними силами двох країн. 14 вересня 1996 року, до 40-річчя Угорської революції, міст був урочисто відкритий. 
З австрійського боку поруч із ним міститься оглядова вежа. На подальшому шляху до Андау встановленні численні скульптури та інсталяції просто неба.
Наразі є пам'ятником, що нагадує про гіркий час розділення Європи, а також є символом толерантності та готовності допомогти.

## В культурі
- Дав назву твору Джеймса Міченера «Міст в Андау» (англ. The Bridge at Andau, 1957). Автор був очевидцем подій революції.
- Згадується в частині назви австрійського художнього фільму «Der Bockerer III – Die Brücke von Andau» (2000) режисера Франца Антеля.

## Туристична інформація
Найкращий сезон для відвідин — з квітня по жовтень. Місцина поблизу споруди славиться своєю різноманітністю птахів.
Навпроти мосту є парковка.

## Галерея

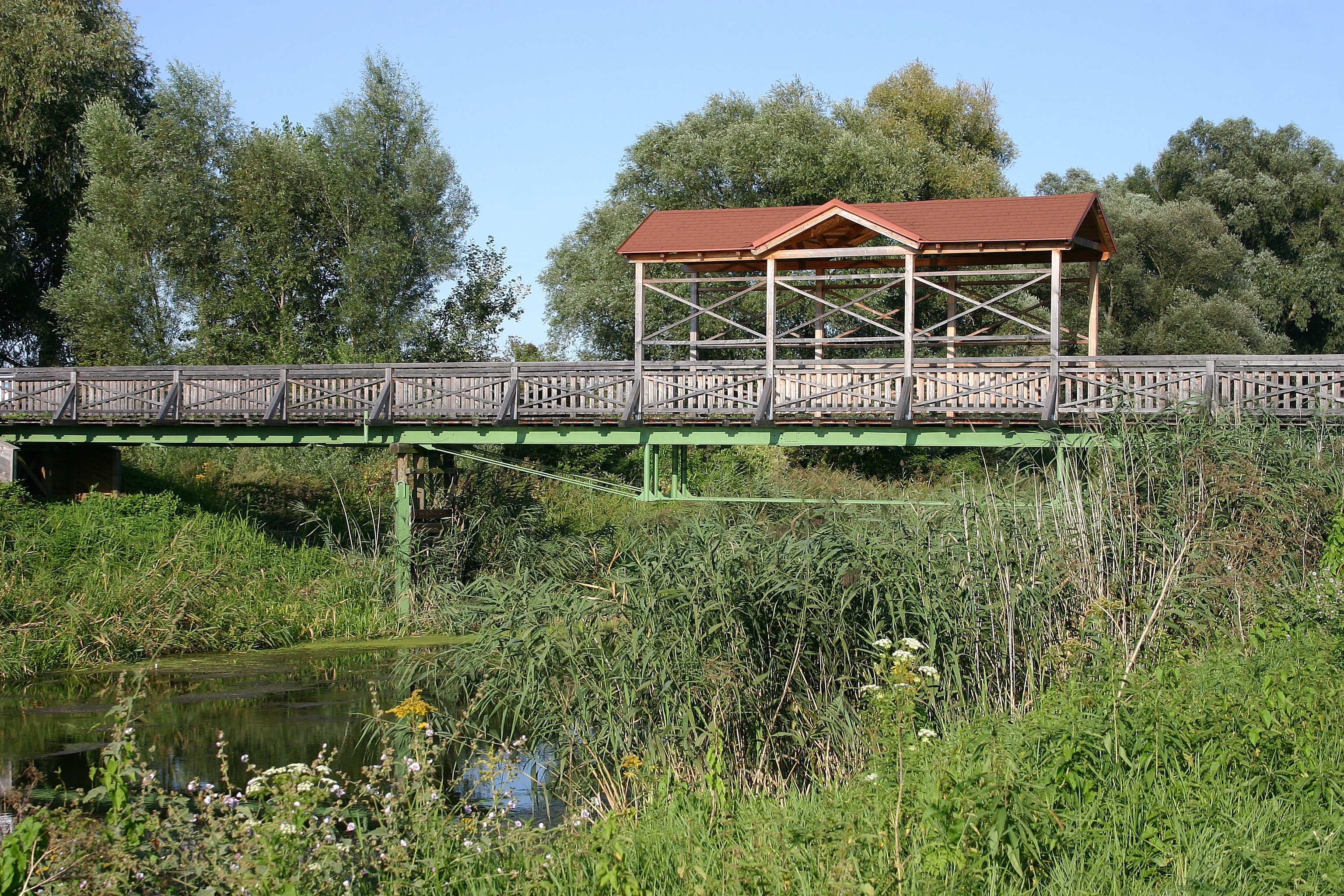
Вид на міст збоку
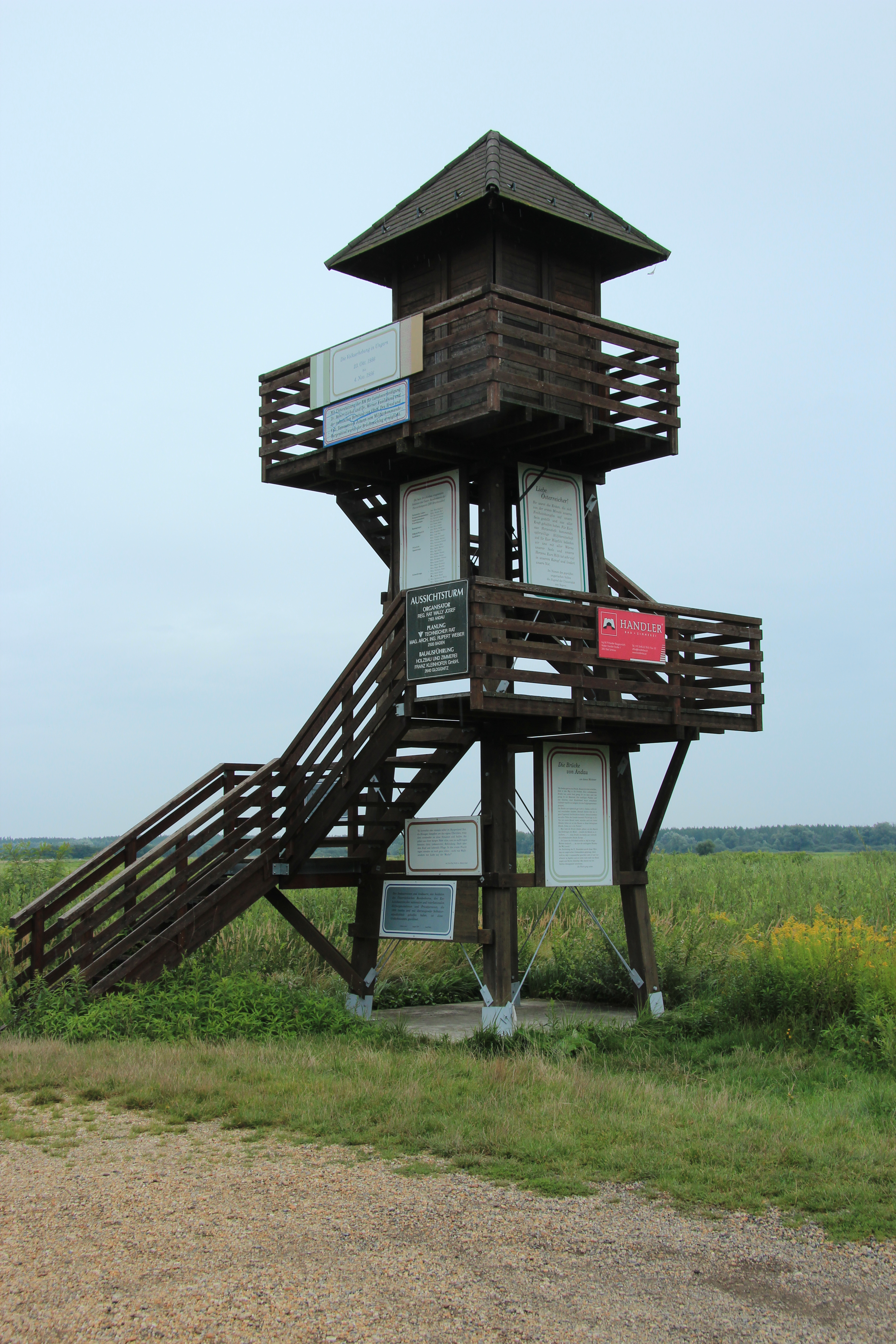
Оглядова вежа
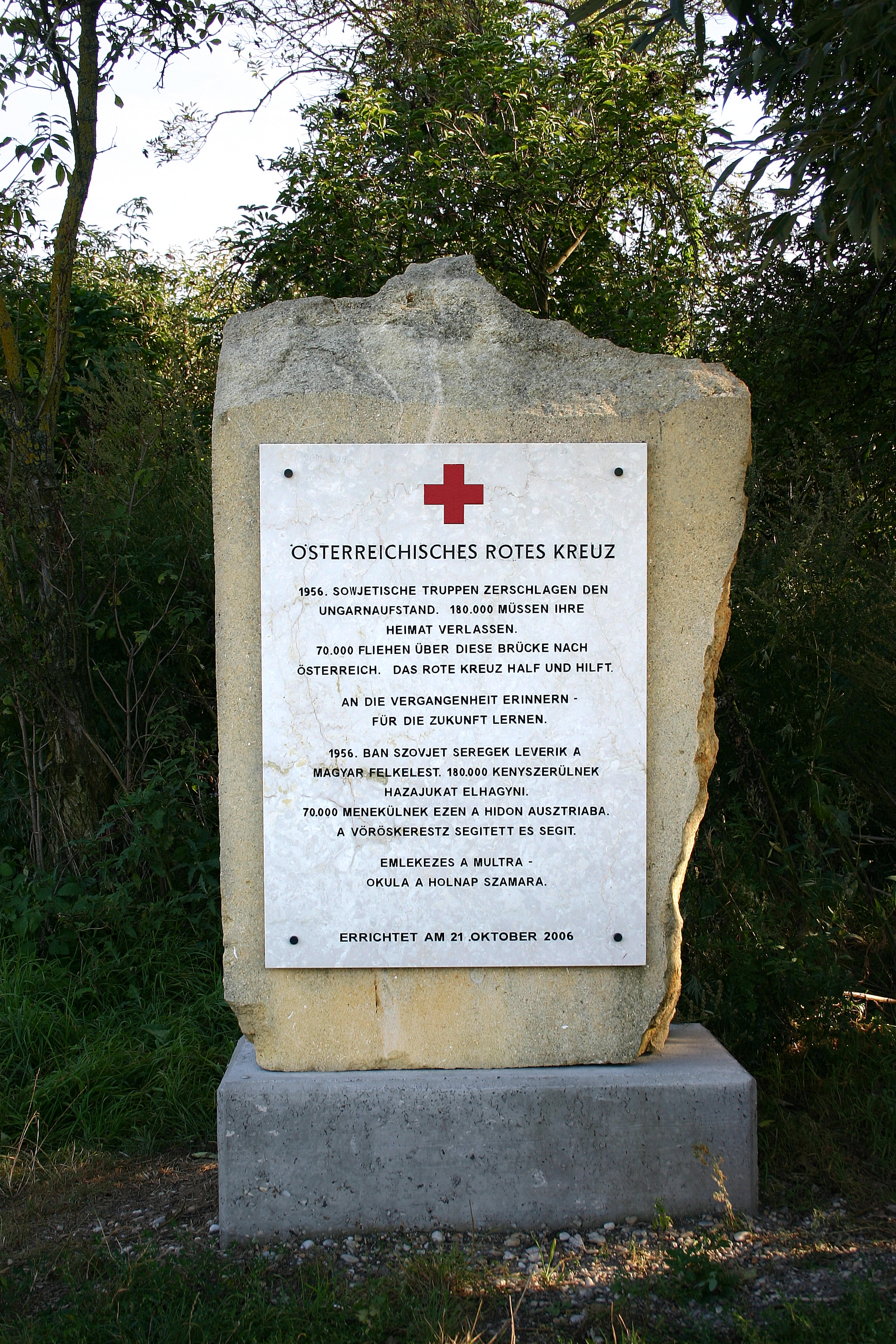
Меморіальний камінь австрійського Червоного Хреста з нагоди 50-річчя угорської революції поблизу Андауського  мосту
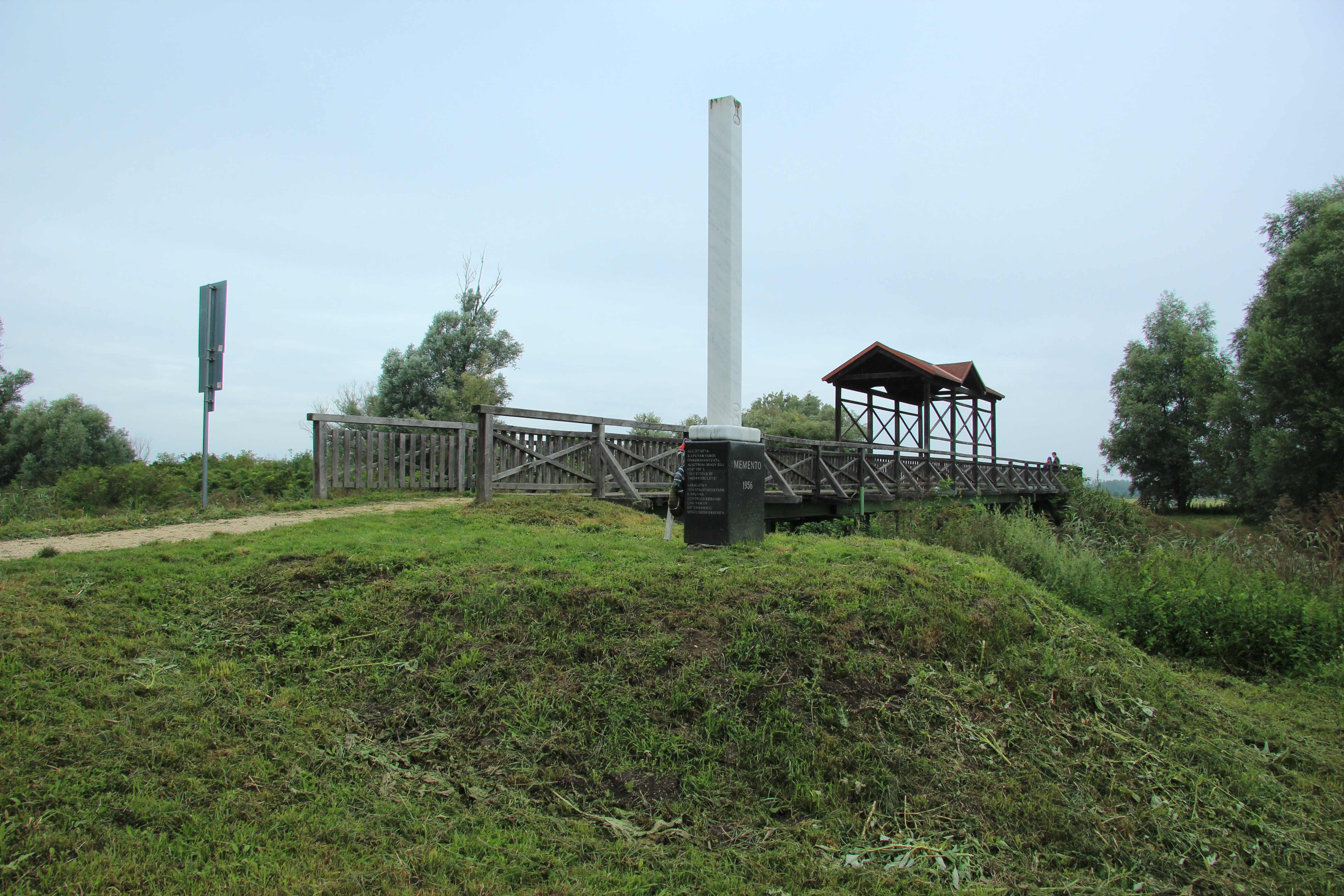
Меморіал на угорській стороні Андауського мосту
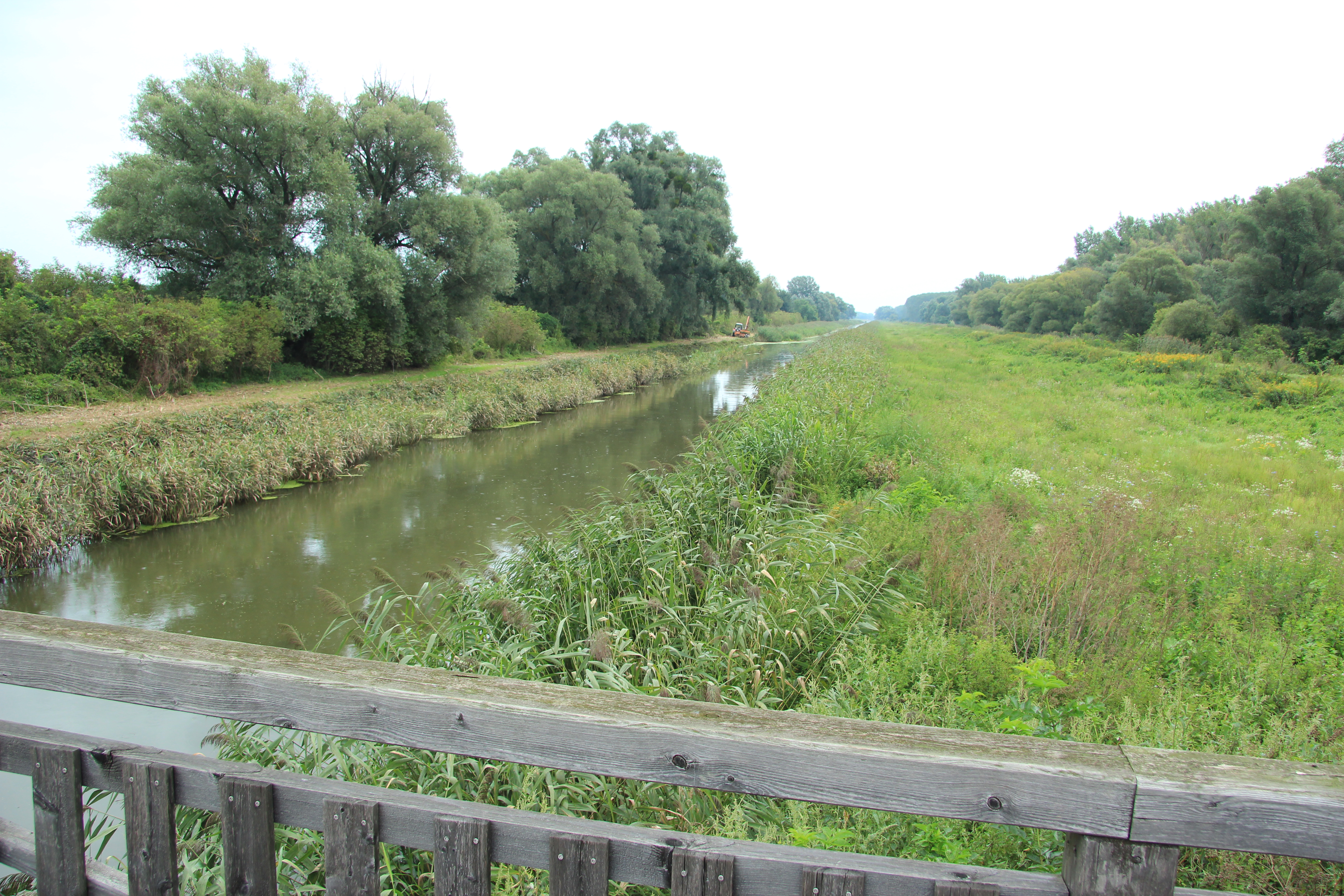
Вид на канал з мосту